# Espinhosa
Espinhosa é uma povoação portuguesa do Município de São João da Pesqueira que foi sede da extinta Freguesia de Espinhosa, freguesia que tinha 7,70 km² de área e 156 habitantes (2011), e, por isso, uma densidade populacional de 20,3 hab/km².
A Freguesia de Espinhosa foi extinta e agregada à Freguesia de Trevões, criando a União das freguesias de Trevões e Espinhosa.

## População
| População da freguesia de Espinhosa | População da freguesia de Espinhosa | População da freguesia de Espinhosa | População da freguesia de Espinhosa | População da freguesia de Espinhosa | População da freguesia de Espinhosa | População da freguesia de Espinhosa | População da freguesia de Espinhosa | População da freguesia de Espinhosa | População da freguesia de Espinhosa | População da freguesia de Espinhosa | População da freguesia de Espinhosa | População da freguesia de Espinhosa | População da freguesia de Espinhosa | População da freguesia de Espinhosa |
| ----------------------------------- | ----------------------------------- | ----------------------------------- | ----------------------------------- | ----------------------------------- | ----------------------------------- | ----------------------------------- | ----------------------------------- | ----------------------------------- | ----------------------------------- | ----------------------------------- | ----------------------------------- | ----------------------------------- | ----------------------------------- | ----------------------------------- |
| 1864                                | 1878                                | 1890                                | 1900                                | 1911                                | 1920                                | 1930                                | 1940                                | 1950                                | 1960                                | 1970                                | 1981                                | 1991                                | 2001                                | 2011                                |
| 392                                 | 463                                 | 449                                 | 436                                 | 418                                 | 389                                 | 402                                 | 415                                 | 397                                 | 352                                 | 294                                 | 259                                 | 183                                 | 161                                 | 156                                 |

| Distribuição da População por Grupos Etários | Distribuição da População por Grupos Etários | Distribuição da População por Grupos Etários | Distribuição da População por Grupos Etários | Distribuição da População por Grupos Etários | Distribuição da População por Grupos Etários | Distribuição da População por Grupos Etários | Distribuição da População por Grupos Etários | Distribuição da População por Grupos Etários | Distribuição da População por Grupos Etários |
| -------------------------------------------- | -------------------------------------------- | -------------------------------------------- | -------------------------------------------- | -------------------------------------------- | -------------------------------------------- | -------------------------------------------- | -------------------------------------------- | -------------------------------------------- | -------------------------------------------- |
| Ano                                          | 0-14 Anos                                    | 15-24 Anos                                   | 25-64 Anos                                   | > 65 Anos                                    |                                              | 0-14 Anos                                    | 15-24 Anos                                   | 25-64 Anos                                   | > 65 Anos                                    |
| 2001                                         | 24                                           | 9                                            | 76                                           | 52                                           |                                              | 14,9%                                        | 5,6%                                         | 47,2%                                        | 32,3%                                        |
| 2011                                         | 12                                           | 20                                           | 57                                           | 67                                           |                                              | 7,7%                                         | 12,8%                                        | 36,5%                                        | 42,9%                                        |

Média do País no censo de 2001:  0/14 Anos-16,0%; 15/24 Anos-14,3%; 25/64 Anos-53,4%; 65 e mais Anos-16,4%
Média do País no censo de 2011:   0/14 Anos-14,9%; 15/24 Anos-10,9%; 25/64 Anos-55,2%; 65 e mais Anos-19,0%

## História

### Património
A Casa da Torre (1689), transformada em habitação vulgar guarda no piso inferior uma memória: a grade no local primitivo da «cadeia dos frades», como os mais idosos ainda a conhecem.
A Casa do Adro, com cartela de 1799, pode considerar-se de algum interesse, louvando-se o estado de conservação. Sobre a ribeira do Poio fica a ponte, da segunda metade do século XVII.
No Solar dos Melos, cuja capela (brasonada) evidencia artística pedra de armas da família, distinguem-se seis besantes de prata e águia por timbre.

### Padroeiro
Tem como padroeira Nossa Senhora da Conceição venerada a 8 de Dezembro mas a romaria mais importante realiza-se em Agosto ao Senhor dos Aflitos, no seu cruzeiro à entrada da povoação.

### Gastronomia
Os pratos típicos desta freguesia são o cabrito assado no forno, a bola de carne, a bola de sovado (sem carne), o ensopado de borrego e a feijoada.
Os doces e sobremesas típicos são o arroz doce, biscoitos feitos à base de trigo, azeite e ovos e o leite-creme.